# Reanimation
Reanimation este primul album remix al trupei rock americane Linkin Park.

## Lista pieselor
Toate melodiile sunt scrise și compuse de Linkin Park, except where noted. 
| Nr.             | Titlu                                                            | Autor(i)                                                   | Lungime |  |
| 1.              | „Opening”                                                        | Mike Shinoda                                               | 1:07    |  |
| 2.              | „Pts.OF.Athrty” (Jay Gordon)                                     |                                                            | 3:45    |  |
| 3.              | „Enth E ND” (KutMasta Kurt featuring Motion Man)                 |                                                            | 4:00    |  |
| 4.              | „[Chali]”                                                        |                                                            | 0:23    |  |
| 5.              | „Frgt/10” (Alchemist featuring Chali 2na)                        | Linkin Park, Mark Wakefield, Dave Farrell                  | 3:32    |  |
| 6.              | „P5hng Me A*wy” (Mike Shinoda featuring Stephen Richards)        |                                                            | 4:38    |  |
| 7.              | „Plc.4 Mie Hæd” (Amp Live featuring Zion)                        | Linkin Park, Mark Wakefield, Dave Farrell                  | 4:20    |  |
| 8.              | „X-Ecutioner Style” (Sean C & Roc Raida featuring Black Thought) |                                                            | 1:49    |  |
| 9.              | „H! Vltg3” (Evidence featuring Pharoahe Monch & DJ Babu)         | Linkin Park, Derek Murphy, Lorenzo Dechalus, Maxwell Dixon | 3:30    |  |
| 10.             | „[Riff Raff]”                                                    |                                                            | 0:21    |  |
| 11.             | „Wth>You” (Chairman Hahn featuring Aceyalone)                    | Linkin Park, Dust Brothers                                 | 4:12    |  |
| 12.             | „Ntr\Mssion”                                                     | Mike Shinoda                                               | 0:29    |  |
| 13.             | „Ppr:Kut” (Cheapshot & Jubacca featuring Rasco & Planet Asia)    |                                                            | 3:26    |  |
| 14.             | „Rnw@y” (Backyard Bangers featuring Phoenix Orion)               | Linkin Park, Mark Wakefield                                | 3:13    |  |
| 15.             | „My<Dsmbr” (Mickey P. featuring Kelli Ali)                       |                                                            | 4:17    |  |
| 16.             | „[Stef]”                                                         |                                                            | 0:10    |  |
| 17.             | „By_Myslf” (Josh Abraham & Mike Shinoda)                         |                                                            | 3:42    |  |
| 18.             | „Kyur4 th Ich” (Chairman Hahn)                                   |                                                            | 2:32    |  |
| 19.             | „1Stp Klosr” (The Humble Brothers featuring Jonathan Davis)      |                                                            | 5:46    |  |
| 20.             | „Krwlng” (Mike Shinoda featuring Aaron Lewis)                    |                                                            | 5:40    |  |
| Lungime totală: | Lungime totală:                                                  | Lungime totală:                                            | 60:52   |  |

| Japanese edition bonus track |                                     |             |         |  |
| Nr.                          | Titlu                               | Autor(i)    | Lungime |  |
| 21.                          | „Buy Myself” (Marilyn Manson Remix) | Linkin Park | 4:26    |  |

| iTunes edition bonus tracks |                                                   |              |         |  |
| Nr.                         | Titlu                                             | Autor(i)     | Lungime |  |
| 21.                         | „One Step Closer” (Live LP Underground Tour 2003) | Linkin Park  | 3:42    |  |
| 22.                         | „Buy Myself” (Manson Remix) (non-album track)     | Linkin Park  | 4:26    |  |
| 23.                         | „My December” (Live Projekt Revolution Tour 2002) | Mike Shinoda | 4:27    |  |

## Topuri și certificări
| Țara         | Certificări | Vânzări    |
| ------------ | ----------- | ---------- |
| SUA          | Platină     | 1,000,000+ |
| Austria      | Aur         | 10,000+    |
| Germania     | Aur         | 100,000+   |
| Elveția      | Aur         | 15,000+    |
| Regatul Unit | Aur         | 100,000+   |